# Central Coast Mariners FC
Central Coast Mariners FC este un club de fotbal din Gosford, Central Coast, statul New South Wales, Australia. Fondat în 2004, în prezent clubul evoluează în A-League, eșalonul superior al fotbalului din Australia.
Echipa își susține meciurile „de acasă” pe Central Coast Stadium, o arenă de 20.059 de locuri din Gosford.

## Lotul actual
La 12 august 2015

| Nr. |                   | Poziție | Jucător                   |
| --- | ----------------- | ------- | ------------------------- |
| 1   | Australia         | P       | Paul Izzo                 |
| 2   | Noua Zeelandă     | F       | Storm Roux                |
| 3   | Australia         | F       | Joshua Rose               |
| 4   | Australia         | F       | Jacob Poscoliero          |
| 5   | Australia         | F       | Harry Ascroft             |
| 6   | Anglia            | M       | Mitch Austin              |
| 7   | Portugalia        | M       | Fábio Ferreira            |
| 8   | Scoția            | M       | Nick Montgomery (Captain) |
| 9   | Republica Irlanda | A       | Roy O'Donovan             |
| 10  | Australia         | M       | Anthony Cáceres           |
| 11  | Australia         | M       | Nicholas Fitzgerald       |

| Nr. |           | Poziție | Jucător          |
| --- | --------- | ------- | ---------------- |
| 12  | Australia | P       | Liam Reddy       |
| 14  | Anglia    | A       | Daniel Heffernan |
| 15  | Australia | M       | Matt Sim         |
| 16  | Australia | M       | Liam Rose        |
| 18  | Australia | M       | Glen Trifiro     |
| 19  | Australia | A       | Josh Bingham     |
| 20  | Australia | M       | Anthony Kalik    |
| 21  | Australia | F       | Michael Neill    |
| 22  | Australia | F       | Jake McGing      |
| –   | Australia | F       | Tomislav Uskok   |

## Palmares
- A-League

Locul 1 (2): 2007–08, 2011–12
Locul 2 (2): 2010–11, 2012–13
- Turneul final A-League

Campioană (1): 2013
Vicecampioană (3): 2006, 2008, 2011
- A-League Pre-Season Challenge Cup

Câștigătoare (1): 2005
Finalistă (1): 2006

## Istoric antrenori
| Nume           | Perioada     | Palmare | Ref.                        |
| -------------- | ------------ | --- | --------------------------- |
| Lawrie McKinna | 2004–2010    | Primul loc în A-League: 2007–08 A-League Pre-Season Challenge Cup: 2005 Antrenorul anului în A-League: 2005–06 | [ 15 ] [ 16 ]               |
| Graham Arnold  | 2010–2013    | Primul loc în A-League: 2011–12 Campioana A-League: 2013 Antrenorul anului în A-League: 2011–12                | [ 17 ] [ 18 ] [ 19 ] [ 20 ] |
| Phil Moss      | 2013–2015    | — | [ 21 ]                      |
| Tony Walmsley  | 2015–prezent | — | [ 22 ]                      |

## Cluburi afiliate
- Sheffield United[23]
- Chengdu Blades[23]
- São Paulo[23]
- Ferencváros[23]

Partneriat internațional cu:
- Everton[24]